# El sitio de Otto
El sitio de Otto és una pel·lícula catalana del 2019 dirigida per Oriol Puig La pel·lícula es va rodar al Delta de l'Ebre al setembre de 2017, dotant-la d'una estètica naturalista i diàfana. Es tracta de la primera obra del novell director barceloní, definida com a òpera prima col·lectiva, essent aquest un projecte conjunt i independent. Destaca per la seva producció conjunta, partint d'un guió en creació grupal. El projecte és una obra cinematogràfica juvenil, creada a partir d'una campanya de micromecenatge.

## Argument
Després de perdre el seu pare, un jove Otto sense expectatives intenta ocupar la seva respectada posició al poble. Al costat del seu millor amic, decideixen acabar amb una camada de gossos salvatges que ronden pels afores. Però després de conèixer una noia que planeja marxar del poble per sempre, la seva visió de la vida trontollarà. Què hi ha més enllà del que conec? És això el que realment vull? Un camí sense retorn, cap a la maduresa.

## Repartiment
El intèrprets de la pel·lícula són actors i actrius joves del panorama del cinema català, on destaquen els protagonistes estrelles Iñaki Mur (Merlí), Joana Vilapuig (Polseres Vermelles) i Artur Busquets (Drama). A més la col·laboració especial de la guanyadora del Goya Nora Navas.
- Iñaki Mur: Otto
- Joana Vilapuig: Nola
- Artur Busquets: César
- Oriol Vila: Roy
- Nora Navas: Mare
- Emma Arquillué: Erica
- Adrian Grösser: Eliot
- Irene Trullén: Ruth
- Pau Escobar: Simon
- Carla Pueyo: Lynette

## Premis i Nominacions
Premis
- 2020: Atlantida Film Fest - Premis Secció Generació
- 2020: Reteena Festival Audiovisual Jove - Secció Oficial Nacional
- 2020: BCN Film Fest - Secció Oficial
- 2019: Festival Cinespaña - Secció Nouveaux Cinéastes

Nominacions
- 2020: XIII Premis Gaudí - Pel·lícula en llengua no catalana

## Crítica
- "Amb bon pols narratiu i sensibilitat, "El sitio de Otto" capta les emocions d'aquest moment vital d'una forma fresca i honesta."[5]
- "El sitio de Otto s'alça com una molt sutil oda als marginats, a aquells titllats d'extravagants."[6]
- "Un retrat bonic, íntim i senzill d'un estiu transcendental per en Otto."[7]